# NGC 2121
NGC 2121 (другое обозначение — ESO 57-SC40) — рассеянное скопление в созвездии Столовая Гора.
Этот объект входит в число перечисленных в оригинальной редакции «Нового общего каталога».
В скоплении наблюдается множественность звёздных популяций, но его масса сравнима с более молодыми скоплениями, в которых это явление не наблюдается. Ветвь красных гигантов на диаграмме Герцшпрунга-Рассела для NGC 2121 имеет разброс в цветовом индексе звёзд. По одним данным, возраст скопления составляет 3 миллиарда лет, но по другим — всего 400 миллионов. Металличность скопления составляет [Fe/H] -1,3±0,4. На диаграмме Герцшпрунга-Рассела для этого скопления также видна густонаселённая область гигантов.